# Archie McDiarmid
Archie McDiarmid, född 8 december 1881, död 11 augusti 1957, var en friidrottare från Kanada. Han deltog vid olympiska sommarspelen 1920.